# Archas Martin
Archas Martin est un chef de grandes compagnies du XIIIe siècle, au service de Jean sans Terre.

## Biographie
Il est originaire du Brabant comme beaucoup de mercenaires de cette époque.
Au printemps 1204, la prise de Château Gaillard par Philippe Auguste entraine la déroute de l'armée anglaise. Jean sans Terre roi d'Angleterre et ses chevaliers fuient la Normandie. Jean laisse le gouvernement de ce qui reste du duché à deux de ses chefs de mercenaires Lupicaire et Archas Martin. L'ensemble de la Normandie tombe rapidement aux mains de Philippe Auguste sans que l'on connaisse le sort d'Archas Martin.